# Al-Battaní
Abu-Abd-Al·lah Muhàmmad ibn Jàbir ibn Sinan al-Battaní al-Harraní as-Sabí (àrab: أبو عبد اله محمد بن جابر بن سنان البتاني الحراني الصابئ, Abū ʿAbd Allāh Muḥammad b. Jābir b. Sinān al-Battānī al-Ḥarrānī aṣ-Ṣābiʾ), conegut simplement com al-Battaní i pels escriptors medievals europeus com Albategni o Albatenius (Haran, actual Turquia, ≈858 - Samarra, 929), fou un matemàtic i un dels principals astròlegs-astrònoms àrabs. Va viure sempre a la ciutat de Raqqà (Síria) a la vora de l'Eufrates, i encara que era musulmà, podia tenir orígens sabeus.

## Vida
Probablement fill d'un fabricant d'instruments astronòmics anomenat Jàbir ibn Sinan al‐Harraní, la seva afició per l'astronomia començà d'infant.
Va començar a fer observacions astronòmiques a Raqqà l'any 877 i s'hi va dedicar tota la vida. Basant-se en l'Almagest, va fer observacions astronòmiques més precises que Ptolemeu, en un observatori privat que estava dotat dels més sofisticats instruments de l'època. També sabem que va fer observacions astronòmiques a Antioquia l'any 901.
Al final de la seva vida es va traslladar a Bagdad i va morir a la fortalesa de Qasr al-Jass (100 km al nord de Bagdad), quan estava tornant a Raqqà.

## Obra
La seva principal obra són unes taules astronòmiques (amb els seus cànons) titulada Az-zij as-sabí, que va tenir molta influència durant tota l'edat mitjana, tant a Orient com a Occident, gràcies a les seves traduccions al llatí (per Plató de Tívoli a Barcelona, per Robert de Ketton a Pamplona i per Alfons X a Toledo),, fins i tot en Copèrnic. Es conserva un manuscrit complet d'aquesta obra de 57 capítols (més les taules) a la Biblioteca de El Escorial. La gran especialització dels seus instruments, li van permetre observacions més precises amb les quals va poder millorar molts dels paràmetres calculats per Ptolemeu, com l'obliqüitat de l'eclíptica, la duració de l'any solar o la millora del mètode de càlcul de l'alquibla. Però no solament és important per aquesta millora en les dades observades, sinó que potser la seva aportació més notable a l'astronomia és la utilització generalitzada de la trigonometria, especialment de la trigonometria esfèrica, per reemplaçar els càlculs purament geomètrics de Ptolemeu.
Altres obres d'ell (no conservades) són:
1. Sobre les indicacions astrològiques de les conjuncions i els eclipsis
2. Un comentari del Tetrabiblos de Ptolemeu
3. Sumari dels principis per establir els sinus, sobre trigonometria i millorant els càlculs dels sinus existents fins aleshores.

Ibn an-Nadim menciona, en el seu Kitab al-Fíhrist, altres dues obres d'al-Battaní, però possiblement siguin capítols de l'Az-zij editats separadament.
Nicolau Copèrnic, en el seu llibre de referència, De Revolutionibus Orbium Coelestium (Sobre les revolucions de les esferes celestes) expressa els seus deutes amb els treballs d'Azarquiel i al-Battaní.